# Autogenie
Autogenie je pojem pro rozmnožovací strategii hmyzu, kdy samička produkuje vajíčka zcela bez příjmu potravy. Nejčastěji se s tímto termínem setkáme ve spojení s hematofágním hmyzem a jinými hematofágy.

## Mechanismus autogenie
Jak už název napovídá, hematofágní hmyz si získává obživu pomocí parazitismu na hostiteli, kterému saje krev. Většinou tomu tak bývá pouze u samiček, zatímco samci se živí pouze rostlinnými šťávami. Samička využívá proteiny v krvi hostitele k tvorbě vajíček, hlavně vaječného žloutku. V případě autogenie však samička místo živin z krve využívá svoje vlastní zásoby, které si nasbírala v rámci larválního stádia. Jde tedy o úplně první snůšku, kterou samička vytvoří po dosažení dospělosti, a další snůšky jsou již vytvořeny po sání na hostiteli.

## Výhody autogenie
Jednou z hlavních výhod autogenie je, že samice neztrácí čas a energii, kterou by musela normálně vydat při hledání hostitele, také se takto vyhne nebezpečí, které je s hledáním a sáním spojené.

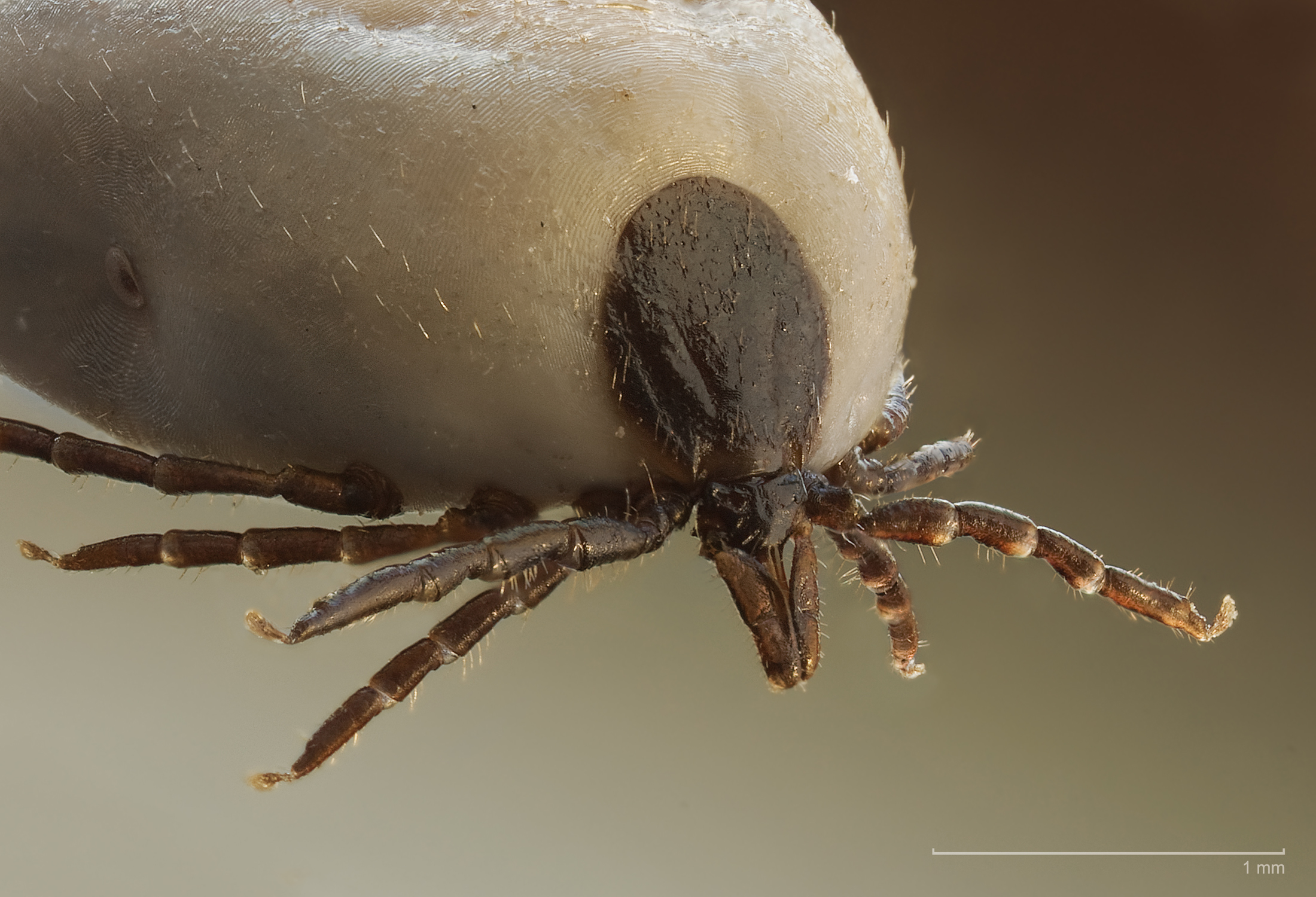
Samička klíštěte obecného (Ixodes ricinus).

Většina hematofágního hmyzu při sání na hostiteli navíc ve svých slinách vpustí do hostitele i různé patogeny. Infikované klíště (v tomto případě roztoč) může hostitele nakazit arbovirem čeledi Flaviviridae, který způsobuje klíšťovou encefalitidu. Autogenní jedinci se však nemusí parazitem nakazit a dále ho přenášet.

## Faktory ovlivňující autogenii
Autogenii a její různé formy ovlivňuje mnoho faktorů, například vlivy prostředí, genetické faktory, výživa během larválního vývoje, fotoperioda anebo teplota.

## Typy autogenie

### Fakultativní autogenie
Fakultativně autogenní hmyz může přijímat potravu k tvorbě vajíček, pokud má k tomu příhodné podmínky. V případě, že je nemá, vytvoří první snůšku ze svých vlastních zásob, ale za cenu menšího počtu vajec.

### Obligátní autogenie
Obligatorně autogenní hmyz nepřijímá potravu vůbec. Obligátní autogenie může být způsobena výskytem v nehostinných podmínkách, kde často není dostatek potravy.

## Příklady autogenie
Schopnost klást vejce bez nutnosti příjmu potravy se vyskytuje u mnoha druhů, nejčastěji však je rozebírána u čeledí řádu dvoukřídlí (Diptera), který patří mezi jednu z nejpočetnějších skupin hmyzu a jejím hlavním znakem je přeměněný zadní pár křídel na tzv. kyvadélka (haltery). Z krevsajících skupin lze jmenovat čeledi komárovití (Culicidae), ovádovití (Tabanidae), muchničkovití (Simuliidae) nebo tiplicovití (Tipulidae)

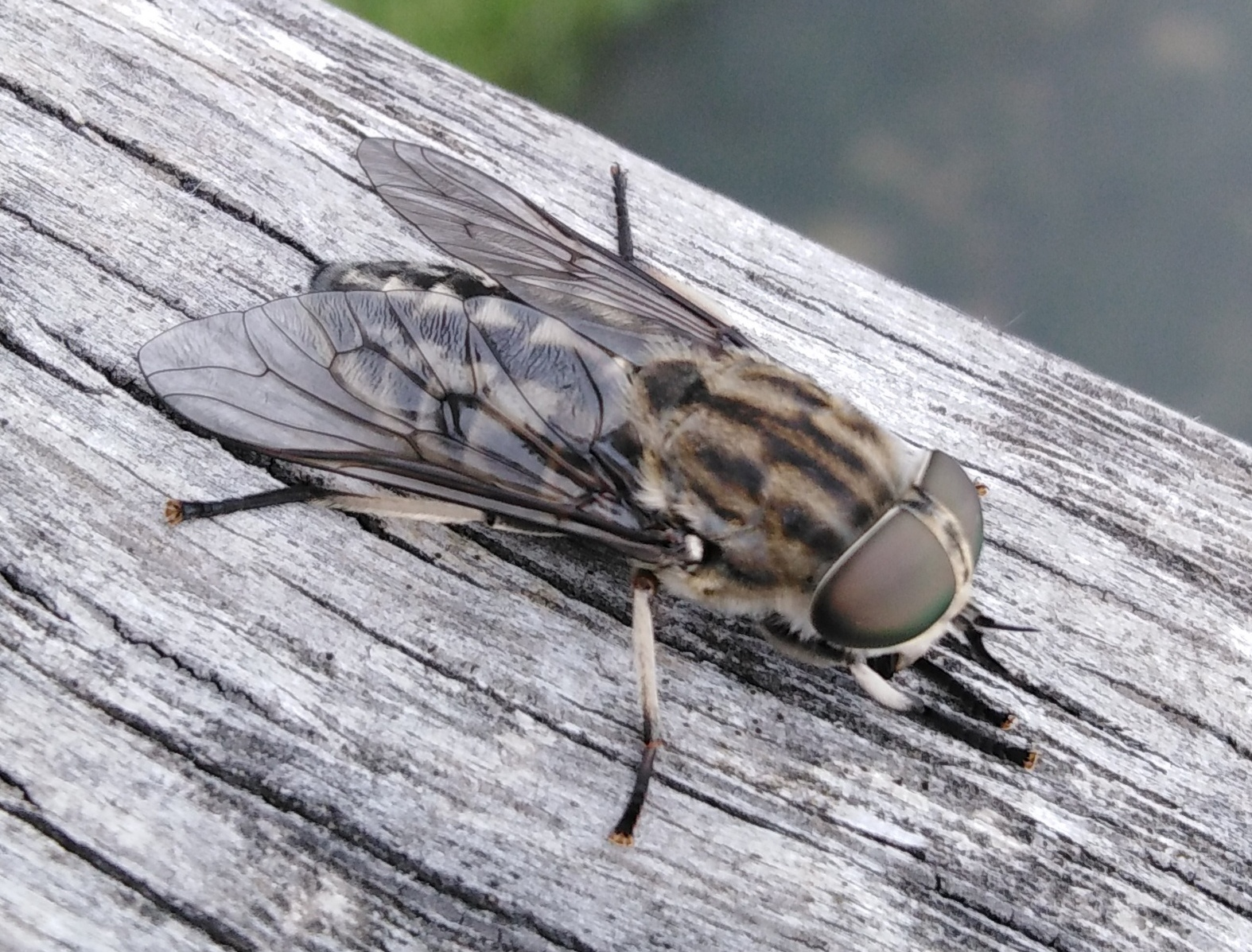
Zástupce čeledi ovádovitých (Tabanidae).